# KHOI
Koordinaten: 42° 8′ 11″ N, 93° 33′ 5″ W
KHOI („Heart of Iowa“) ist eine Community-Radiostation in Ames, Iowa. Motto der Station ist „Building community through communication“. Der Sender ist eine Affiliate des Pacifica Networks. KHOI Community Radio wird von der Ambes Chamber of Commerce (Handelskammer) als Non-Profit-Organisation gelistet.
Gesendet wird auf UKW 89,1 MHz mit 2,75 kW.
KHOI ging 2012 auf Sendung.

## Programm
Das Programm wird von Freiwilligen und einer festen Crew zusammen gestaltet. Schwerpunkte sind Kunst und Musik in Ames, Regionalpolitik und Übernahmen nationaler Programme.